# Distrikt Pardo Miguel
Der Distrikt Pardo Miguel liegt in der Provinz Rioja der Region San Martín im zentralen Norden von Peru. Der Distrikt wurde am 16. Dezember 1984 gegründet. Er hat eine Fläche von 1166 km². Beim Zensus 2017 lebten 17.283 Einwohner im Distrikt. Im Jahr 1993 lag die Einwohnerzahl bei 9602, im Jahr 2007 bei 17.088. Die Distriktverwaltung befindet sich in der 975 m hoch gelegenen Kleinstadt Naranjos mit 5913 Einwohnern (Stand 2017). Naranjos liegt knapp 70 km westnordwestlich der Regionshauptstadt Moyobamba. Die Nationalstraße 5N von Moyobamba nach Bagua führt durch den Distrikt. 
Ein Großteil der Bevölkerung besteht aus Migranten aus den Anden und von der Küste. In dem Gebiet werden u. a. Ananas, Kaffee, Reis, Kakao, Mais und Bananen angebaut.

## Geographische Lage
Der Distrikt Pardo Miguel befindet sich im äußersten Nordwesten der Provinz Rioja. Der Distrikt liegt in einer Beckenlandschaft zwischen der peruanischen Zentralkordillere im Westen und der peruanischen Ostkordillere im Osten. Die Flüsse Río Delta, Río Huasta und Río Mayo bilden die nordöstlich und östliche Distriktgrenze.
Der Distrikt Pardo Miguel grenzt im Nordosten an den Distrikt Moyobamba (Provinz Moyobamba), im Südosten an den Distrikt Awajún, im Süden an die Distrikte Granada und Olleros (beide in der Provinz Chachapoyas) sowie im Westen an die Distrikte Chisquilla, Corosha und Yambrasbamba (Provinz Bongará).

## Ortschaften im Distrikt
Im Distrikt gibt es neben Naranjos folgende größere Orte:
- Aguas Claras (893 Einwohner)
- Aguas Verdes (1226 Einwohner)
- Los Pioneros (979 Einwohner)